# Мяконьки (Челябинская область)
Мя́коньки — село в Октябрьском районе Челябинской области. Административный центр Мяконькского сельского поселения.

## География
Село находится на границе с Курганской областью в окружении множества безымянных озёр, на расстоянии 32 км к северо-востоку от села Октябрьское, административного центра района.

## Население
| 2002 | 2010 |
| ---- | ---- |
| 391  | ↘242 |

### Половой состав
По данным Всероссийской переписи, в 2010 году численность населения села составляла 242 человека (117 мужчин и 125 женщин).

## Улицы
| - ул. Мира, - ул. Молодёжная, - ул. Озёрная, | - ул. Первомайская, - ул. Советская, - ул. Чапаева. |